# 愛爾蘭舞蹈

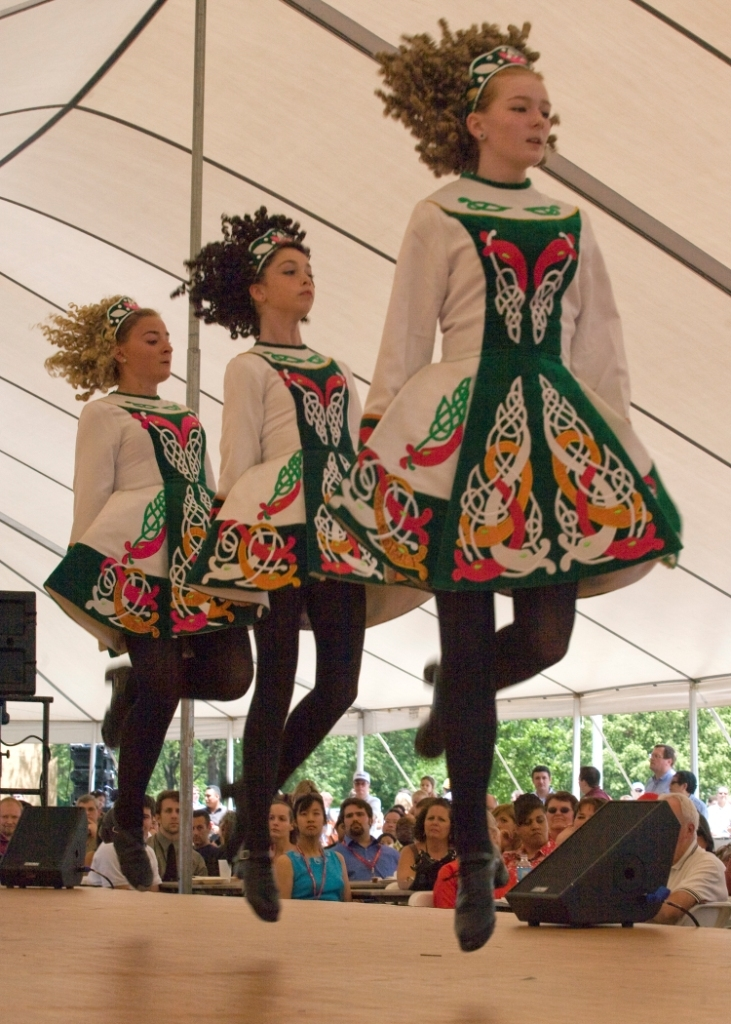
愛爾蘭舞蹈

愛爾蘭舞蹈（Irish dancing or Irish dance）是一系列源自於愛爾蘭民俗舞蹈的總稱，因其硬鞋舞蹈尤受歡迎，也俗稱為愛爾蘭踢踏舞（Irish step dancing）。愛爾蘭舞蹈以細緻繁複的腳步動作與愛爾蘭民族音樂為主要特色，已在愛爾蘭地區流行數百年，並隨著愛爾蘭移民腳步傳到各個新大陸。自1994年「大河之舞」（Riverdance，或譯「舞起狂瀾」）的雛形出現在歐洲歌唱大賽 Eurovision中場表演後，此種快速腳步動作與挺直上半身的舞蹈迅速風靡全球。
愛爾蘭舞蹈中有社交舞也有表演舞蹈，表演舞蹈裡的獨舞與團體舞又各有不同形式，也有嚴明的比賽制度。但不論何種形式的愛爾蘭舞蹈，都可簡單分成軟鞋舞與硬鞋舞，軟鞋舞著重在輕盈的肢體與飛彈跳躍的雙腳，硬鞋舞則著重在身體節奏與聲音律動的展現。獨舞時通常舞者上半身保持不動，在團體舞中則有時上身維持不動，有時搭配隊形加入手部動作。
在優美的民俗音樂與雄壯的鼓聲敲擊中，愛爾蘭舞蹈展現的柔美與力度，使它成為一種受到舉世歡迎的民俗舞蹈。來自全球各地的舞者參與各地的愛爾蘭舞蹈比賽，職業舞團也巡迴全球表演愛爾蘭舞蹈，成為世界各種民俗舞蹈中少見能不斷與時俱進的特例。

## 歷史
愛爾蘭踢躂舞最早要追溯到十六世紀曾被英格蘭統治的四百年期間，當時，愛爾蘭的傳統樂器被統治者禁止彈奏，因此許多愛爾蘭的家庭，都由父母以手腳打著拍子， 以嘴模擬樂器聲音，用類似爵士口技手法代代傳授傳統音樂及舞蹈。 在統治期間，為了不讓巡查的英格蘭軍隊隔窗發現愛爾蘭人的節慶聚會，發展了上半身不動而以透過下半身的足部舞蹈來紓解民族情懷。

## 型式

### 以舞鞋分類
硬鞋舞  : 
一般人通稱的「愛爾蘭踢踏舞」，以聲音響亮又節奏俐落的舞步聞名於世，就是愛爾蘭舞蹈中的硬鞋舞。愛爾蘭舞蹈的舞鞋可簡易分為軟鞋與硬鞋，所謂硬鞋是一種特製的舞鞋，鞋身是柔軟的皮革， 鞋底則在鞋尖與腳跟均加厚，加厚的材質為玻璃纖維，因此在碰觸地板或敲擊鞋跟時就會發出聲響。男女舞者穿著的硬鞋並沒有差別。
正統的愛爾蘭舞蹈硬鞋，並非以鐵片來發聲，與美式踢踏舞鞋完全不同。在正式愛爾蘭舞蹈比賽中，加金屬片的舞鞋是被禁止的，少數演出可看到舞鞋有加金屬片，通常是為了收音效果或舞者個人要求，並非常態。
軟鞋舞  :
愛爾蘭舞蹈中有許多大跳躍與輕盈飄逸的舞步，是由軟鞋舞來呈現。軟鞋的形式男女有別，女舞者的軟鞋是鞋面與鞋底都用柔軟的皮革做成，並以很長的鞋帶串綁起來，以提供舞者最大的彈性，展現腳部細膩的動作，類似芭蕾舞鞋。男舞者的軟鞋則是鞋面和鞋底都由柔軟皮革製成，但是加上了有厚度的鞋跟，因此在輕盈跳躍間尚可發出部分聲響。
軟鞋舞搭配的音樂通常較為輕快，舞者的下半身有更大幅度的跳躍，腳步動作的要求則更細膩多變，同時還要維持上半身的不動，難度相當高，在正式比賽中與硬鞋舞同等重要。愛爾蘭舞蹈因有軟鞋舞、硬鞋舞的多樣風貌，得以博得世人讚賞，也讓舞者有不同挑戰境界，不斷提升舞蹈水平，

### 以舞曲分類
利爾舞曲 Reel：
為4/4(有時候是2/4或2/2)拍子，是所有的舞曲中最輕快、最活潑的，女生的Reel為純粹軟鞋舞，輕盈飛快的腳步動作外常伴隨大跳躍動作，需要極強核心肌群與極大體力。男生的Reel則軟硬鞋的舞步皆有，不論在軟鞋或硬鞋都能充份的表現出愛爾蘭舞蹈的特色與魅力。
吉格舞曲 Jig：
吉格舞曲通常是6/8拍，初學者從軟鞋舞開始學起，又有Light Jig和Single Jig兩種分別，這兩種軟鞋舞常作為舞者學習的第一種舞步，舞步輕快而節奏簡單。硬鞋的吉格舞稱為Heavy Jig(又稱為Treble Jig或Hard Jig，為慢的6/8拍)，舞步的難度由基礎到最高級差異極大，節奏分明的踢踏聲響是主要特徵。吉格舞曲中另有一種9/8拍的Slip Jig，是較慢版的舞曲，在舞步與動作都比其它吉格舞曲更加強調優雅的韻味。
號角舞曲 Hornpipe：
為2/4或4/4拍，音樂像是慢板的利爾舞曲，但只以硬鞋來表現，是難度較高的一種舞。在較慢的音樂中必須抓好配樂的拍子，以複雜的舞步、更多的腳踝動作，帶出多變的聲音節奏。Hornpipe與 Heavy Jig是世界盃個人賽指定的兩種硬鞋舞。
傳統硬鞋舞曲 Traditional Set：
還有另一種類的舞曲，稱為傳統硬鞋舞。這種舞步不屬於以上介紹的舞曲之一，它自成一類，以傳統流傳下來的特殊樂曲作為舞蹈配樂，發展出每種舞曲的獨有舞步，共有36支舞都歸屬此類，其中最基本的就是與愛爾蘭國慶日同名的St. Patrick’s Day，經常可以在慶典當中見到此舞。
現代硬鞋舞曲 Modern Set：
以傳統硬鞋舞的三十六支樂曲音樂為舞蹈配樂，但以完全不同的舞步來演繹，在舞蹈分級中要最高級舞者才能學習這項舞。現代硬鞋舞一定是從三十六種傳統樂曲中選一支來表現，編舞者必須基於愛爾蘭舞蹈基礎，發揮創意與風格。舞者必須展現踢踏的節奏韻律，同時舞出肢體的氣勢美感，因此每一支舞都很精采，也是最高級舞蹈比賽中的決賽關鍵舞。

## 組織
國際愛爾蘭舞蹈協會 ( The Irish Dancing Commission，蓋爾語的全名是
An Coimisiun le Rinci Gaelacha，簡稱CLRG)，就像運動賽事中的奧林匹克委員會，是一個歷史悠久的協會，統籌處理全球愛爾蘭舞蹈的發展，目前全世界已有幾十個分會在各地協助推廣教學與比賽。
CLRG的雛型成立於西元1893年的都柏林，當時以推廣愛爾蘭文化為主要宗旨，1930年正式定名為CLRG，1933年開始進行舞蹈比賽裁判的認證，1943年開始進行教師資格考試與認證，是舞蹈世界裡面，罕見的有系統、有規範在進行教學與比賽的一種舞蹈，也因此，比賽結果極具公信力。
隨著愛爾蘭舞蹈流傳到各地，CLRG也開始出現分會，美國分會成立於1967年，英國與澳洲都在1969年成立，目前全球有八大分會與各地支會，八大分會為：愛爾蘭、英國、美國、加拿大、澳洲、紐西蘭、南非、歐洲與其他國家。八大分會與其下支會(Regional Councils CLRG)如下：
愛爾蘭   Ireland - Councils
```
  Connaght
  Leinster
  Munster
  Ulster 	
```

英國  Britain - Councils
```
  Scotland
  England Midlands
  North-West England
  North-East England
  England South
```

美國  USA - Regions
```
  Mid America
  Mid Atlantic
  New England
  Southern
  Western
```

加拿大  Canada - Regions
```
  Eastern 
  Western
```

澳洲  Australia
```
  Australian Capital Territory
  New South Wales
  Queensland
  Southern Australia
  Victoria/Tasmania
  Western Australia	
```

紐西蘭  New Zealand
南非  South Africa
歐陸與其他國家  Mainland Europe / Rest of World

## 比賽

### 比賽分級
CLRG在各地舉辦地區性舞蹈競賽稱為Feis，一般比賽會分成五個等級：Beginners初級、Primary中級、Intermediate中高級、Preliminary準高級、Open最高級。有些區域則更細分成六級，在初級之前加一「預備級」來鼓勵初學舞者。參賽者會依年齡分組，從初級開始比起，必須在該年齡組該級距得到第一名或一定比例的最高名次，才可以往上晉升一級。有志往最高級邁進者，必須不斷參加比賽，才能逐漸晉級。而從準高級的比賽起，由於男女生舞步設計風格差異極大，男、女舞者是分開競賽的。

### 比賽分區
CLRG主辦的地區型比賽，早在二十世紀初即在愛爾蘭與英國展開，隨後在北美與紐澳等地都有地區型比賽出現。當愛爾蘭舞蹈流傳到世界各地，CLRG在各地出現分會，1970年開始有第一屆世界盃愛爾蘭舞蹈錦標賽 World Irish Dancing Championships ，從此成為全球舞者追尋的極致目標，到2015年已經舉辦了四十五屆。在2009年時，世界盃首度在歐洲以外的地區美國費城舉行，由於比賽吸引廣大群眾參與，歐美各大城市開始競相爭取主辦，此後已在格拉斯哥(蘇格蘭)、都柏林(愛爾蘭)、貝爾發斯特(北愛爾蘭)、波士頓(美國)、倫敦(英格蘭)、蒙特婁(加拿大)輪流舉行。
世界盃的參賽者是經過嚴格篩選才能出現的。舞者必須經由層層的地區賽，取得最高級舞者的資格，再參加各大洲錦標賽與世界盃資格賽，歷經數年時間，才有辦法進入世界盃的殿堂。資格賽是由CLRG的直屬分會來舉辦，由於世界盃約在每年三或四月舉行，因此在前一年的十二月前，各大洲的資格賽皆會完成。只要能取得世界盃的資格，對於愛爾蘭舞蹈的舞者來說就是莫大成就。由於亞洲尚無CLRG分會，亞洲舞者必須遠赴歐洲或愛爾蘭、美加澳紐等地參賽求取晉級，至於世界盃資格則必須由歐陸盃中勝出來取得。

## 著名舞碼
大河之舞 Riverdance
凱爾特之虎 Celtic Tiger
舞王 Lord of the Dance
火焰之舞 Feet of Flames
大河之舞二之舞起狂瀾 Heartbeat of Home
魔力之舞 Magic of the Dance
命運之力 Gaelforce Dance

## 紀錄片
Jig
2011年首映於愛爾蘭的紀錄片電影，隨後在英美等國上映，以幾位參加2010年世界盃的小舞者為拍攝對象，記錄他們為參加世界盃大賽的種種付出
Dancing Down Under
首播於2012年春天澳洲廣播公司(ABC)，共有11集的紀錄片電視影集，介紹澳洲各地愛爾蘭舞者的努力、辛酸與夢想。
Strictly Irish Dancing
首播於2012年春天愛爾蘭廣播電視台RTE的電視紀錄片，介紹參加2011年世界盃比賽的舞者(來自美國、英國與愛爾蘭)的故事。
Jigs and Wigs
首播於2014年春天的英國國家廣播公司(BBC)與愛爾蘭廣播電視台(RTE)，是一部共有六集的電視紀錄片影集，介紹在世界各角落愛爾蘭舞蹈的極致發展，其中第三集"Made in Taiwan" 全部在台灣拍攝，是第一部完整介紹亞洲愛爾蘭舞蹈學校與舞者的影片。